# Myslete na Marge
Myslete na Marge (v anglickém originále Regarding Margie) je 20. díl 17. řady (celkem 376.) amerického animovaného seriálu Simpsonovi. Scénář napsal Marc Wilmore a díl režíroval Michael Polcino. V USA měl premiéru dne 7. května 2006 na stanici Fox Broadcasting Company a v Česku byl poprvé vysílán 25. května 2008 na stanici ČT2.

## Děj
Aby si vydělali peníze, obchází Bart a jeho přátelé Milhouse a Nelson sousedství a sprejují lidem adresy na obrubníky a nechávají je za tuto nevyžádanou službu zaplatit. Na Vočka a Neda Flanderse to funguje, ale když jim Homer nezaplatí, odejdou jen s prvními dvěma nasprejovanými číslicemi. Následující den přinese pošťačka Homerovi a Marge špatnou poštu poté, co si přečte jejich číslo na obrubníku – Homerovi přijdou steaky a pozvánka na svatbu, zatímco Marge dostane dopis, v němž se tvrdí, že vyhrála v soutěži uklízečku, která jí bude jeden den uklízet dům. Marge se bojí, že bude souzena za špinavý dům, a tak uklízí, dokud není dům bez poskvrnky, když v tom najde malou skvrnu na podlaze v kuchyni. Zkombinuje všechny různé čisticí prostředky, ale omdlí z jejich výparů a udeří se do hlavy o stoličku. 
Marge se probudí v nemocnici a dozví se, že má amnézii a nepamatuje si svou rodinu. Když se vrátí domů, okolí jí rychle oživí vzpomínky na její děti. Homer je pro ni stále cizí díky tomu, že její mysl blokuje nepříjemnou vzpomínku. Homer se snaží Marge připomenout, kdo je, ale ta je místo toho rozrušená a znechucená a vyžene ho z domu. 
Patty a Selma vezmou Marge na rychlé rande, kde se seznámí s mužem, který má stejné zájmy jako ona. Když mu Marge řekne, že má amnézii a tři děti, muž okamžitě odejde. Homer muži vynadá, že Marge opustil, a řekne, že je to nejkrásnější žena, jakou kdy potkal. Marge poví Homerovi, že i když si ho nepamatuje, ví o ní ty nejkrásnější věci. Když se vracejí domů, Homer se zmíní o pivu a ona si na něj náhle vzpomene díky jeho alkoholickým sklonům. 

## Přijetí
Ve Spojených státech díl během premiéry sledovalo 8,5 milionu diváků.
Patrick D. Gaertner ze serveru Puzzled Pagan napsal: „Celkově se mi tento díl líbil. Už mě tyhle epizody o rozpadajícím se manželství Homera a Marge nebaví, a i když si tahle epizoda určitě pohrává s některými stejnými myšlenkami, líbí se mi, jak je zpracovala. Nápad, že Marge dostane amnézii a nepamatuje si rodinu, je dost sitcomový, ale způsobem, který mě bavil. Ale to, co se mi na této epizodě opravdu líbilo, byl nápad, že Marge bude z jejich vztahu v takovém šoku a bude všechno brát za bernou minci. A když se na to manželství takhle podívá, tak jí to nepřijde až tak dobré. Homer se jí až příliš snaží ukázat, jak moc se milovali, a to se mu vymstí, ale když skutečně mluví od srdce a mluví o tom, jak moc Marge miluje a jak moc pro něj znamená, všechno zase zapadne na své místo. A na tom je něco, co opravdu oceňuji a co si užívám.“.
Server Screen Rant umístil díl na 6. místo seznamu 5 nejlepších a 5 nejhorších epizod Simpsonových, přičemž jej označil za špatný.